# Барахоева, Лемка Эльбускиевна
Лемка Эльбускиевна Барахоева (1918, Сагопши, Терская область — 25 апреля 1988) — советская доярка, Герой Социалистического Труда.

## Биография
Член КПСС. Делегат с правом решающего голоса 22, 23, 24, 25 съездов КПСС.
Депутат Верховного Совета СССР VII-го созыва (1966—1970) и VIII-го созыва (1970—1974).
Член Центрального Комитета профсоюзов СССР — высшего исполнительного органа профсоюзов СССР.

## Награды
- Герой Социалистического Труда (24.12.1965),
- Орден Ленина (24.12.1965),
- Орден Трудового Красного Знамени,
- Орден Октябрьской Революции.

## Память
Художник Руслан Мамилов написал портрет Барахоевой.